# Lindernia erecta
Lindernia erecta é uma espécie botânica do gênero Lindernia pertencente à família Linderniaceae.